# Haumea (mitologia)
Nella mitologia hawaiiana, Haumea   è la dea della fertilità delle Hawaii. Insieme a Kane Milohai, è la madre di Pele, Kā-moho-aliʻi, Nāmaka, Kapo e Hi'iaka. Diede alla luce diverse creature e, in seguito, allevò i suoi figli. Alla fine venne uccisa da Kaulu.
La dea hawaiiana non deve essere confusa con una divinità Maori: Haumia o Haumia-tiketike, il dio delle piante selvatiche, del cibo selvatico e opposto del fratello Rongo, dio del cibo coltivato.
Il 17 settembre 2008 l'Unione Astronomica Internazionale (UAI) annuncia la denominazione del quinto pianeta nano nel Sistema solare "Haumea" dalla dea hawaiiana. Il pianeta ha due satelliti chiamati con i nomi delle figlie della dea: Hi'iaka, dalla dea nata dalla bocca di Haumea, e Namaka, dallo spirito d'acqua nato dal corpo di Haumea.